# Pegasis
Pegasis è un videogioco d'azione che rappresenta combattimenti volanti tra cavalieri di pegasi, pubblicato nel 1983 per Commodore 64 dall'azienda canadese Commercial Data Systems. 

## Modalità di gioco
Il giocatore controlla un pegaso chiaro e affronta gruppi di pegasi neri attraverso livelli sempre più difficili. Lo scontro si svolge di fronte a un paesaggio montuoso fisso con nuvole in movimento. Il meccanismo di volo è simile a quello del classico arcade Joust: i pegasi sbattono le ali e prendono quota tenendo premuto il pulsante del joystick, altrimenti perdono quota, risentendo di inerzia e gravità. Mentre sbattono le ali si può controllare anche l'accelerazione a destra e sinistra. Si può volare su tutto lo schermo senza ostacoli, e uscendo dal lato sinistro o destro si ricompare dalla parte opposta.
Non ci sono armi, per abbattere un nemico lo si deve urtare da una posizione più elevata della sua. Un pegaso nero colpito da sopra viene eliminato, ma il cavaliere cade a terra illeso, e il giocatore lo deve travolgere per eliminarlo del tutto; altrimenti possono passare altri pegasi liberi che camminano in superficie, e se il nemico ne prende uno rientra in gioco come prima. Se invece un pegaso nero viene colpito da sotto, il giocatore perde direttamente una vita.
Inizialmente si affrontano fino a due pegasi neri alla volta, poi col progredire dei livelli arrivano a tre o quattro alla volta. Inoltre compaiono altri tipi di avversari, ma l'obiettivo restano sempre i pegasi, mentre le altre creature sono letali al contatto e vanno soltanto evitate finché non escono dallo schermo. Alcuni pegasi eliminati diventano insetti giganti volanti, al quinto livello vengono introdotti dinosauri che si muovono a terra, al nono livello rapaci che volano in orizzontale.
È disponibile la modalità multigiocatore in cooperazione simultanea, con un secondo pegaso marrone. I due alleati possono urtarsi tra loro, ma rimbalzano senza farsi danni.
Le recensioni sulle riviste d'epoca apprezzarono molto la parte grafica. Non è presente una colonna sonora, ma viene simulato il suono del frullare delle ali. La presentazione è fatta con testo scorrevole.